# Memecylon helferi
Memecylon helferi är en tvåhjärtbladig växtart som först beskrevs av Charles Baron Clarke, och fick sitt nu gällande namn av Célestin Alfred Cogniaux. Memecylon helferi ingår i släktet Memecylon och familjen Melastomataceae. Inga underarter finns listade i Catalogue of Life.